# NGC 6595
NGC 6595 (również NGC 6590 lub IC 4700) – mgławica emisyjna z gromadą otwartą, znajdująca się w gwiazdozbiorze Strzelca. Obiekt ten znajduje się w odległości ok. 5,3 tys. lat świetlnych od Słońca oraz 22,5 tys. lat świetlnych od centrum Galaktyki.
Odkrył ją John Herschel 14 lipca 1830 roku. 12 lipca 1885 roku obserwował ją Lewis A. Swift, jednak błędnie obliczył jej pozycję i w rezultacie uznał, że odkrył nowy obiekt. John Dreyer w swoim New General Catalogue skatalogował odkrycie Herschela jako NGC 6595, a obserwację Swifta z błędną pozycją jako NGC 6590.